# دوران سرکشی
دوران سرکشی نام یک مجموعه تلویزیونی است؛ که در سال ۱۳۸۰ ساخته و پخش شد. کارگردان این مجموعه کمال تبریزی، نویسنده فیلم‌نامه آن علیرضا طالب‌زاده است. دوران سرکشی داستان دختری فراری به نام روناک (با بازی عاطفه نوری) است که با کمک بهزیستی قصد دارد به زندگی عادی بازگردد. این سریال به بررسی مشکلات اجتماعی و رفتاری بلوغ در دختران می‌پردازد.

## جوایز و نامزدها
| ۱۳٨٢ | هفتمین دوره جشن حافظ |                                  |                 |          |
| ۱۳٨٢ | هفتمین دوره جشن حافظ | بهترین مجموعه تلویزیونی          | رضا جودی        | نامزدشده |
| ۱۳٨٢ | هفتمین دوره جشن حافظ | بهترین کارگردانی تلویزیونی       | کمال تبریزی     | نامزدشده |
| ۱۳٨٢ | هفتمین دوره جشن حافظ | بهترین فیلمنامه تلویزیونی        | علیرضا طالب‌زاده | برنده    |
| ۱۳٨٢ | هفتمین دوره جشن حافظ | بهترین بازیگر مرد درام تلویزیونی | رضا کیانیان     | نامزدشده |
| ۱۳٨٢ | هفتمین دوره جشن حافظ | بهترین بازیگر زن درام تلویزیونی  | لادن مستوفی     | نامزدشده |